# 圣安德烈斯城堡

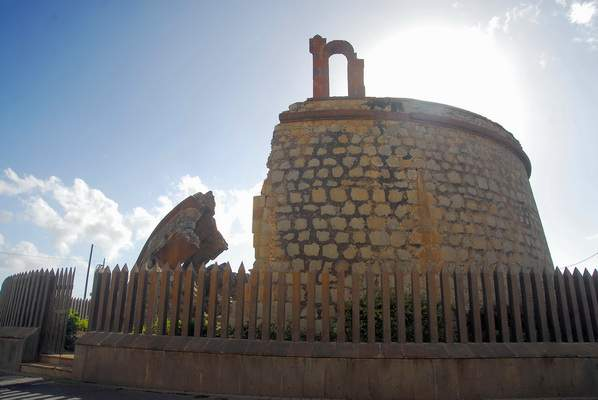
圣安德烈斯城堡

圣安德烈斯城堡（西班牙語：Castillo de San Andrés）位於西班牙的圣克鲁斯-德特内里费的圣安德烈斯附近的特雷西塔海滩。
本城堡建于1706年的废墟中。该城堡在1797年著名的圣克鲁斯-德特内里费战役中發揮了重大的功用，抵擋住了來襲的英国海军上将霍雷肖纳尔逊的艦隊。       